# Міжнародний інвестиційний банк
Публічне акціонерне товариство «Міжнародний інвестиційний банк» — український банк, створений в 2008 році.

## Активи
Активи ПАТ «Міжнародний інвестиційний банк» з початку 2014 року виросли майже на 85% з 1,74 до 3,22 млрд. грн.

## Керівники та власники
Основним власником банку є Порошенко Петро Олексійович, який володіє 9,92% капіталу особисто та 50,08% через повністю належний йому ПАТ ЗНКІФ «Прайм Ессетс Кепітал», а також Кононенко Ігор Віталійович, екс-глава ради директорів ліквідованої групи «Укрпромінвест» бізнес-партнер Порошенко, який володіє 14,92% капіталу.
З березня 2009 року головою правління ПАТ «Міжнародний інвестиційний банк» є Людвик Костянтин Анатолійович.